# Жорж Штубер
Жорж Штубер ( Georges Stuber, 11 травня 1925, Цуг — 16 квітня 2006, там само) — швейцарський футболіст, що грав на позиції воротаря, зокрема, за клуб «Лозанна», а також національну збірну Швейцарії.
Дворазовий чемпіон Швейцарії. Володар Кубка Швейцарії. 

## Клубна кар'єра
У футболі дебютував 1946 року виступами за команду «Люцерн», в якій провів два сезони. 
Своєю грою за цю команду привернув увагу представників тренерського штабу клубу «Лозанна», до складу якого приєднався 1948 року. Відіграв за швейцарську команду наступні дев'ять сезонів своєї ігрової кар'єри. За цей час виборов титул чемпіона Швейцарії.
Завершив професійну ігрову кар'єру у клубі «Серветт», за команду якого виступав протягом 1957—1959 років.

## Виступи за збірну
1949 року дебютував в офіційних матчах у складі національної збірної Швейцарії. Протягом кар'єри у національній команді провів у її формі 14 матчів.
У складі збірної був учасником чемпіонату світу 1950 року у Бразилії, де зіграв з Югославією (0-3) і з Бразилією (2-2), але його команда зайняла тільки третє місце і не змогла вийти до фінальної частини чемпіонату. 
На ЧС-1954 у Швейцарії був резервним гравцем, тому не зіграв жодного матчу. Швейцарія дійшла до чвертьфіналу турніру, в якому поступилася збірній Австрії з рахунком 5-7.
Помер 16 квітня 2006 року на 81-му році життя.

## Титули і досягнення
- Чемпіон Швейцарії (2):

«Лозанна»: 1950—1951
«Серветт»: 1960—1961
- Володар Кубка Швейцарії (1):

«Лозанна»: 1949—1950